# 彼特·歐森
彼特·歐森（Pete Olson；1962年12月9日—）是美國的一位政治人物。自2009年開始，他是德克薩斯州第22選舉區選出的美國眾議院議員。他的黨籍是共和黨。歐森曾經在美國海軍服役九年。在退役之後他開始加入政壇，並在2008年首次當選美國眾議院議員。